# Begoña Gómez (Judoka)
Begoña Gómez Martín (* 23. November 1964 in Madrid) ist eine ehemalige spanische Judoka. Sie war Europameisterin 1990 und gewann 1988 Europameisterschaftssilber sowie 1992 Europameisterschaftsbronze.

## Sportliche Karriere
Begoña Gómez kämpfte im Halbmittelgewicht, der Gewichtsklasse bis 61 Kilogramm. Sie gewann sechs spanische Meistertitel (1984, 1985, 1986, 1988, 1990 und 1992) und war fünfmal Zweite (1980, 1982, 1983, 1989 und 1994).
1984 nahm sie an den Weltmeisterschaften in Wien teil, schied aber in der Runde der letzten 32 gegen die Schweizerin Isabelle Weidmann aus. 1985 belegte sie bei den Europameisterschaften in Landskrona den siebten Platz. 1986 schied sie bei den Europameisterschaften im Achtelfinale und bei den Weltmeisterschaften im Viertelfinale aus. Bei den Weltmeisterschaften 1987 unterlag sie in der ersten Runde gegen die Französin Martine Rottier. 1988 erreichte sie bei den Europameisterschaften in Pamplona das Finale und gewann die Silbermedaille hinter der Britin Diane Bell.
1989 gewann Begoña Gómez das Weltcupturnier in Sofia. Bei den Weltmeisterschaften 1989 in Belgrad belegte sie den siebten Platz. 1990 bei den Europameisterschaften in Frankfurt am Main erreichte sie das Finale mit einem Sieg über die Niederländerin Jenny Gal, im Finale bezwang sie Diane Bell. 1991 schied sie bei den Weltmeisterschaften in Barcelona in der ersten Runde gegen die Kubanerin Ileana Beltrán aus. Im Mai 1992 unterlag Gómez im Halbfinale der Europameisterschaften in Paris der Deutschen Frauke Eickhoff, den Kampf um Bronze gewann sie gegen Yael Arad aus Israel. Ende Juli standen bei den Olympischen Spielen in Barcelona erstmals Wettbewerbe im Fauenjudo auf dem offiziellen Programm. In der ersten Runde bezwang Gómez die Japanerin Takako Kobayashi mit einer kleinen Wertung (yuko). Im Achtelfinale unterlag sie Yael Arad mit einer großen Wertung (waza-ari). In der Hoffnungsrunde besiegte sie Miroslava Jánošíková aus der Tschechoslowakei mit einer yuko-Wertung. Nach einer Ippon-Niederlage gegen die für das Vereinte Team antretende Jelena Petrowa belegte Begoña Gómez den siebten Platz.
Begoña Gómez ist mit dem Judoka Carlos Sotillo verheiratet.